# 18663 Lynnta
18663 Lynnta è un asteroide della fascia principale. Scoperto nel 1998, presenta un'orbita caratterizzata da un semiasse maggiore pari a 2,4055520 UA e da un'eccentricità di 0,1086824, inclinata di 5,83569° rispetto all'eclittica.